# Zakir Hussain (Eishockeyspieler)
Zakir Hussain (* 4. März 1982) ist ein indischer Eishockeyspieler.

## Karriere
Zakir Hussain nahm für die indische Eishockeynationalmannschaft in den Jahren 2011 und 2012 jeweils am IIHF Challenge Cup of Asia teil. Im Jahr 2012 scheiterte er mit Indien in der Halbfinalqualifikation an Kuwait.